# Pietro Gravina
Pour le poète italien, voir Pietro Gravina (poète) (1453-1527).
Pietro Gravina (né le 16 décembre 1749 à Montevago en Sicile, et mort le 6 décembre 1830 à Palerme) est un cardinal italien du XIXe siècle.

## Biographie
Pietro Gravina est élu archevêque titulaire de Nicée en 1794 et est consacré par Francesco Saverio de Zelada avec comme co-consécrateurs Nicola Buschi et Michele Di Pietro, avant d'être envoyé comme nonce apostolique en Suisse et à partir de 1802 en Espagne, où il a des conflits avec le Junta de Cádiz et avec le cardinal Luis María de Borbón y Vallábriga, archevêque de Tolède et primat d'Espagne.
Le pape Pie VII le crée cardinal lors du consistoire du 8 mars 1816. Le cardinal Gravina participe au conclave de 1823, lors duquel Léon XII est élu pape, et au conclave de 1829, lors duquel Pie VIII est élu.

## Succession apostolique
Pietro Gravina a ordonné les évêques suivants :
- Évêque Michele de Vincenti (1817)
- Archevêque Paolo Filipponi (1818)
- Évêque Giovanni Baptist Maria Angelini (1826)
- Évêque Pietro Tasca (it) (1826)
- Évêque Giovanni Battista Bagnasco (it) (1828)
- Évêque Ignazio Cafisi (1830)